# Borce Gjurev
Borce Gjurev (in greco: Μπόρτσε Τζιούρεφ, Mportse Tziouref; 2 agosto 1969) è un allenatore di calcio ed ex calciatore macedone naturalizzato cipriota, di ruolo centrocampista.

## Carriera

### Club
Ha giocato nella massima serie tedesca, belga e cipriota.

### Nazionale
Ha esordito con la nazionale cipriota nel 2000, giocando una partita all'anno fino al 2002.